# 아제르바이잔 그랑프리
아제르바이잔 그랑프리(아제르바이잔어: Azərbaycan Qran Prisi)는 2017년부터 아제르바이잔에서 열리고 있는 포뮬러 원 대회이다. 현재 아제르바이잔의 수도인 바쿠의 시가지 트랙인 바쿠 시티 서킷에서 열리고 있다.